# Chicago (gruppo musicale)
I Chicago sono un gruppo rock statunitense, formatosi proprio a Chicago nel 1967. Autodefinitisi come "band di rock and roll coi fiati", i Chicago cominciarono come rock band impegnata politicamente e talvolta sperimentale, muovendosi poi tra il progressive rock ed il jazz rock fino ad approdare ad atmosfere più melodiche e commerciali. L'apice del successo fu raggiunto negli anni settanta ed ottanta, quando spesso raggiunsero il numero 1 delle classifiche di Billboard: tra i gruppi statunitensi, solo i Beach Boys hanno fatto registrare più hit nelle classifiche di Billboard (sia di singoli che di album). I Chicago sono annoverati tra le band rock più longeve e di maggior successo della storia, avendo venduto più di 100 milioni di dischi. Secondo Billboard, negli anni settanta i Chicago furono leader assoluti negli Stati Uniti nella vendita di singoli con oltre 40 milioni di copie nei soli Stati Uniti, che fruttarono 23 dischi d'oro, 18 di platino e 8 di doppio-platino. Nel corso della loro storia hanno avuto cinque album al numero uno e 21 singoli da top-ten.
Dal volgere degli anni ottanta, pur mantenendo una notevole fama, hanno visto un lento e graduale declino delle loro fortune discografiche.

## Storia
Walter Parazaider, Lee Loughnane e James Pankow sono tre giovani musicisti studenti alla DePaul University. Si fanno le ossa nei club della città, suonando qualsiasi genere di musica, dal R&B alla musica irlandese. Incontrano così il chitarrista Terry Kath e il batterista Danny Seraphine, a metà degli anni sessanta si aggiunge Robert Lamm.
La band prende il nome di The Big Thing e incomincia a suonare cover tratte dal repertorio di James Brown e Wilson Pickett ma un loro amico, James William Guercio, che nel frattempo è diventato un produttore della Columbia Records, li incoraggia a scrivere dei pezzi propri. Nello stesso periodo al sestetto si unisce Peter Cetera, già cantante e bassista degli Exception, una band locale di Chicago.
Guercio finanzia la band e la fa trasferire a Los Angeles nel giugno 1968. Quasi contemporaneamente riesce a procurare ai Chicago un ingaggio alla Columbia per un doppio album (cosa assai rara per una prima uscita), decidendo anche che il gruppo venga rappresentato sulla cover del disco da un logo invece che da una fotografia. Dopo aver firmato con la Columbia i The Big Thing cambiano il loro nome in Chicago Transit Authority.
Esce così – nell'aprile del 1969 – l'eponimo The Chicago Transit Authority, che porta i sette in un tour nazionale. In giugno il disco raggiunge la Top 20, ma senza un singolo di supporto: diventa infatti un successo underground grazie ai passaggi su alcune stazioni radio di musica rock. L'album comunque riesce a divenire disco d'oro e a vendere alla fine dell'anno due milioni di copie a tal punto da venir invitati al festival di Woodstock, la band accettò e venne messa in scaletta ma il loro promoter, Bill Graham, annullò la loro partecipazione, apparentemente per far suonare al loro posto Santana, di cui era manager.
Poco dopo l'uscita dell'album la band cambia il nome in Chicago su minaccia di azione legale da parte della vera Chicago Transit Authority, l'azienda municipale dei trasporti di Chicago.
Nel 1970, sempre sotto la supervisione di Guercio, viene poi pubblicato il secondo album del gruppo, l'altro doppio Chicago. Il primo singolo, Make Me Smile, diventa un successo della Top 100. In primavera la Columbia Records realizza Does Anybody Really Knows What Time It Is?, che riprende alcuni brani del primo album e i successivi singoli.
Chicago III, altro doppio, è pronto nel 1971, riuscendo a vendere sempre molto bene pur non piazzando nessun singolo nella Top Ten. A questo segue il live intitolato Chicago at Carnegie Hall, album quadruplo che vende milioni di copie.
Chicago V – questa volta un unico LP – viene pubblicato nel giugno del 1972, rimane nove settimane primo in classifica Billboard 200 e vende più di due milioni di copie vincendo due dischi di platino, forte del traino del singolo Saturday in the Park che arriva terzo nella Billboard Hot 100 vincendo un disco d'oro. L'album raggiunge anche la quarta posizione in Olanda e la settima in Norvegia.
Chicago VI esce a un anno di distanza e ripete lo stesso successo raggiungendo la prima posizione nella Billboard 200 per cinque settimane vincendo due dischi di platino, lanciando brani come Feelin' Stronger Every Day (n. 10 Billboard Hot 100) e Just You 'n' Me (n. 4 Billboard Hot 100).
Le successive hits Call on Me (n. 6 Billboard Hot 100) e (I've Been) Searchin' So Long (n. 9 Billboard Hot 100) fanno da apripista a Chicago VII del 1974 che raggiunge la prima posizione nella Billboard 200 vincendo il disco di platino. La storia si ripete: milioni di copie vendute e grandissimo successo, così come Chicago VIII (1975) che arriva in prima posizione per due settimane nella Billboard 200 ed in sesta in Norvegia grazie anche ad Old Days che raggiunge la quinta posizione nella Billboard Hot 100, la raccolta Chicago IX - Chicago's Greatest Hits (novembre 1975) che raggiunge la prima posizione nella Billboard 200 per cinque settimane e la settima in Nuova Zelanda e Chicago X, che fa conquistare alla band anche un Grammy per la canzone If You Leave Me Now. Anche il successivo Chicago XI (1977) raggiunge ottimi risultati.
Se i riscontri sono più che positivi, cominciano a nascere delle discussioni tra i Chicago e la parte produttiva, la cui pressione non è vista di buon occhio dal gruppo che decide di fare a meno di Guercio. A ciò si aggiunge l'improvvisa scomparsa di Kath, che muore per un colpo accidentale di arma da fuoco nel gennaio del 1978.

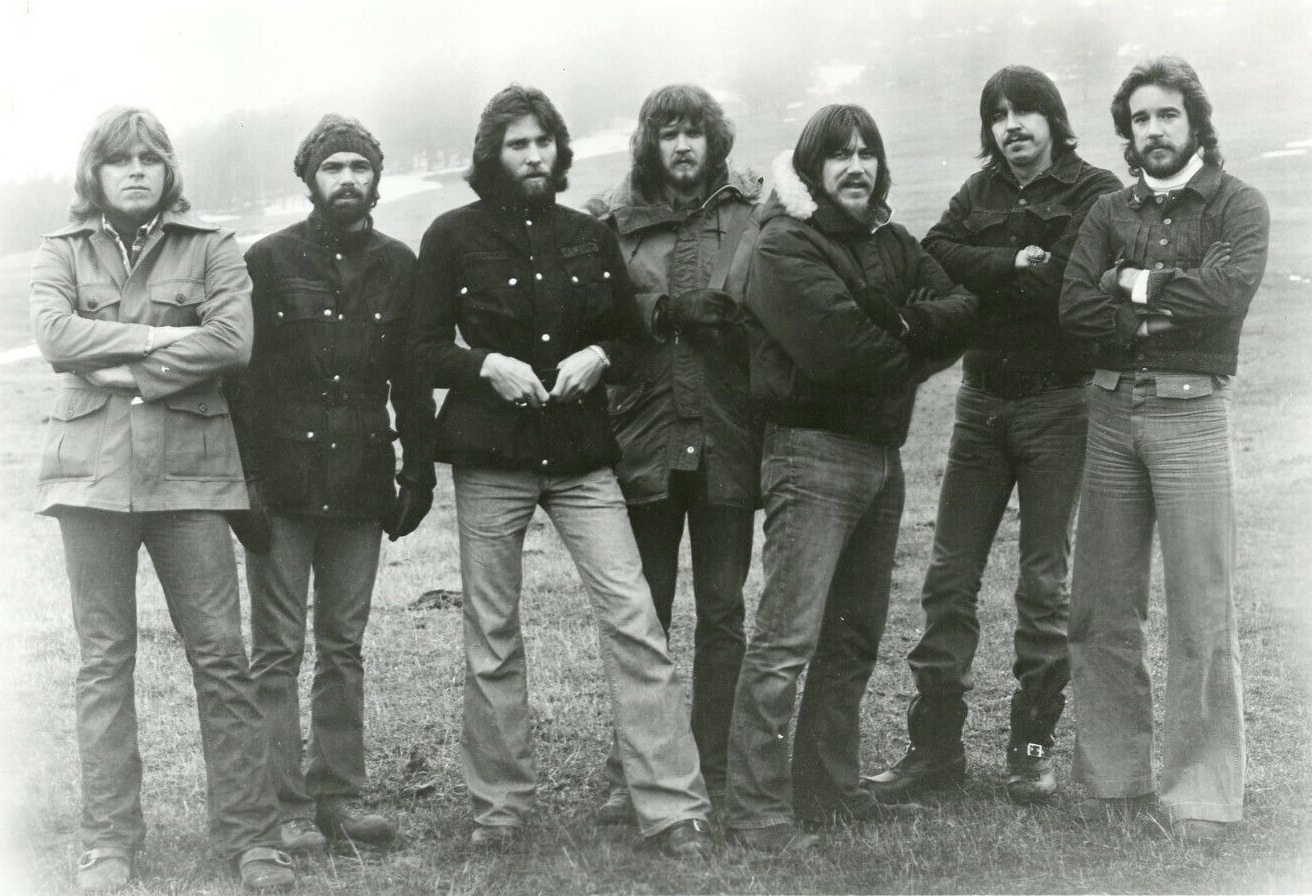
Chicago nel 1973

Nonostante l'enorme perdita i rimanenti membri decidono di continuare e Donnie Dacus, scelto tra molti aspiranti successori, prende il posto di Kath.
Il suono – come si capisce dal primo singolo, la hit Alive Again – è più rock, ma nonostante questo l'undicesimo Hot Streets è il primo album della band che non raggiunge la Top Ten. Anche Chicago XIII non ottiene i risultati sperati. A questo punto Dacus lascia la band, sostituito da Chris Pinnick. Successivo è Chicago XIV, realizzato nel 1980, mentre per il quindicesimo album, il Greatest Hits Vol. 2, la band lascia la Columbia Records e incomincia a lavorare cercando un nuovo approccio, che trova nel compositore e produttore David Foster, con il quale i Chicago ritornano all'enfasi del passato grazie alle ballate cantate da Cetera.
A questo si aggiunge la presenza di Bill Champlin, un polistrumentista molto capace. Il gruppo, con questa nuova formazione, firma con la Full Moon Records e realizza Chicago XVI nell'inverno del 1982, anticipato dal singolo Hard to Say I'm Sorry. Il disco ritorna a vendere milioni di copie: a esso segue Chicago XVII (1984), forse il miglior successo del gruppo, poiché vende sei milioni di copie.
Tuttavia, nonostante il successo riconquistato, nel 1985 Cetera decide di lasciare il gruppo per una carriera solista. A lui si sostituisce Jason Scheff, che ha una voce molto simile a quella di Cetera, ricreando così le stesse atmosfere delle ballate tipiche della band. Lo strappo con Cetera si fa sentire, anche se i due album successivi, Chicago 18 del settembre 1986 e Chicago 19 del giugno 1989, vengono accolti bene.
La fine degli anni novanta vede ancora un cambio nella formazione: il ventesimo disco, la raccolta Greatest Hits 1982-1989, non ha il successo sperato. Nel gennaio del 1991 esce Twenty 1.
Nel 1995 Keith Howland sostituisce Bailey alla chitarra: nello stesso anno i Chicago rifiutano di concedere i diritti alla Columbia per creare il catalogo delle loro canzoni, e fondano una propria etichetta, la Chicago Records. Firmano comunque con la Giant Records per realizzare il loro ventiduesimo album, Nigh & Day Big Band, che esce a maggio dello stesso anno. A questo fanno seguito le due raccolte The Heart of Chicago 1967-1997, uscito nel 1997, e The Heart of Chicago 1967-1998 Volume II, dell'anno successivo.
Nel 1998 realizzano Chicago XXV: The Christmas Album e nel 1999 Chicago XXVI: Live in Concert. Nel 2002 passano alla Rhino Records per la ristampa dei loro lavori. Il successo di The Very Best of Chicago: Only the Beginning del 2002 conferma che i Chicago continuano a riscuotere consensi. Nel marzo 2006 la band riappare con un nuovo album, Chicago XXX, pubblicato per Rhino. L'anno successivo esce The Best of Chicago: 40th Anniversary Edition, un altro greatest hit.
Nel 2008 pubblicano Chicago XXXII: Stone of Sysiphus (noto anche come il fallito Chicago XXII).
Nel 2011 escono due album, in aprile Chicago XXXIV: Live in '75, ovvero un doppio dal vivo registrato tra il 24 e 26 giugno 1975 nel Maryland, e ad ottobre, per la produzione del redivivo Ramone, il natalizio Chicago XXXIII: O Christmas Three.
Nell'aprile del 2013 esce Chicago XXXV: The Nashville Sessions, mentre nel luglio 2014 esce Chicago XXXVI: Now.

## Discografia

### Album studio
- 1969 - The Chicago Transit Authority
- 1970 - Chicago (Chicago II)
- 1971 - Chicago III
- 1972 - Chicago V
- 1973 - Chicago VI
- 1974 - Chicago VII
- 1975 - Chicago VIII
- 1976 - Chicago X
- 1977 - Chicago XI
- 1978 - Hot Streets (Chicago XII)
- 1979 - Chicago 13
- 1980 - Chicago XIV
- 1982 - Chicago 16
- 1984 - Chicago 17
- 1986 - Chicago 18
- 1988 - Chicago 19
- 1991 - Twenty 1
- 1995 - Night & Day Big Band
- 1998 - Chicago XXV: The Christmas Album
- 2006 - Chicago XXX
- 2008 - Chicago XXXII: Stone of Sisyphus
- 2011 - Chicago XXXIII: O Christmas Three
- 2013 - Chicago XXXV: The Nashville Sessions
- 2014 - Chicago XXXVI: Now
- 2019 - Chicago XXXVII: Chicago Christmas
- 2022 - Chicago XXXVIII: Born for This Moment

### Album live
- 1971 - Chicago at Carnegie Hall (Chicago IV)
- 1972 - Live in Japan
- 1999 - Chicago XXVI: Live in Concert
- 2011 - Chicago XXXIV: Live in '75

### Raccolte
- 1975 - Chicago's Greatest Hits (Chicago IX)
- 1981 - Greatest Hits, Volume II (Chicago XV)
- 1989 - Greatest Hits 1982-1989
- 1997 - The Heart of Chicago 1967-1997
- 1998 - The Heart of Chicago 1967-1998 Volume II
- 2002 - The Very Best of Chicago: Only the Beginning
- 2005 - Love Songs
- 2007 - The Best of Chicago: 40th Anniversary Edition

## Formazione

### Formazione attuale
- Robert Lamm, voce, tastiera, chitarra (dal 1967)
- Jason Scheff, voce, basso (dal 1985)
- Keith Howland, chitarra (dal 1995)
- Lou Pardini, tastiera (dal 2009)
- Tris Imboden, batteria (dal 1991)
- Lee Loughnane, Tromba, flicorno (dal 1967)
- James Pankow, Trombone (dal 1967)

### Ex componenti
- Terry Kath, voce, chitarra (1967-1978)
- Peter Cetera, voce, basso (1967-1985)
- Danny Seraphine, batteria (1967-1990)
- Chris Pinnick, chitarra (1980-1985)
- Dawayne Bailey, chitarra (1985-1995)
- Bill Champlin, tastiera (1981-2009)
- Walter Parazaider, sassofono (1967-1990)
- Laudin De Oliveira, batteria (1980-1984)
- Bruce Gaitsch, chitarra (1982-1987)